# Manuel Teles de Brito
Dom Manuel Teles de Brito, O.P. (? - 4 de julho de 1633) foi um prelado português, arcebispo de Goa apontado em 1631, faleceu durante a viagem entre Portugal e a Índia.